# Кобленц
Ко́бленц (нім. Koblenz, від лат. Castrum ad Confluentes — фортеця при злитті) — місто на заході Німеччини, у федеральній землі Рейнланд-Пфальц, розташоване при злитті річок Рейн та Мозель. За населенням третє місто у федеральній землі (113 388 осіб станом на 31 грудня 2020). У Кобленці знаходиться Федеральний архів Німеччини.

## Історія
Кобленц — досить велике місто з давньою історією, розташоване на перетині важливих водних і сухопутних шляхів, що справило значний вплив на його долю. На початку нашої ери стародавні римляни звели навколо нього кам'яну фортечну стіну з 19-ма вежами, залишки якої, найчастіше вбудовані в більш пізні будівлі, можна бачити й досі. У V столітті нашої ери на місці зруйнованого римського поселення було засновано франкський королівський двір.
У 836 році неподалік від злиття Рейну з Мозелем була закладена базиліка св. Кастора. Тут у 842 році посланці трьох онуків Карла Великого зібралися для обговорення проєкту, що визначив долю значної частини Європи: розподіл імперії діда на три частини, що й зробили через рік у Вердені. (В роки Другої світової війни ця доленосна базиліка, будівництво якої завершилося тільки в 1499 році, була зруйнована і наново відтворена вже у повоєнний час.) У 1018 році імператор Генріх II подарував місто електорату Тріра, якому він належав аж до 1794 року. В першій половині XIV століття за володарювання войовничого архієпископа і курфюрста Балдуїна Трірського був побудований кам'яний міст через Мозель з одинадцятьма арками, його величний обрис тішить око й нині. При зведенні мосту були використані підвалини його романського попередника. В кінці XVII ст. Кобленц був практично зруйнований під час війни з Францією на чолі з Людовиком XIV, і відбудований знову вже переважно в бароковому стилі.

## Визначні місця
Прикметною історичною пам'яткою Кобленца є будівля старого монетного двору. З XI століття карбуванням монет займався архієпископ Тріру, а в XV столітті було вирішено перенести Трірський монетний двір до Кобленца. У період середньовіччя це був масштабний архітектурний комплекс, тут розташовувалась велика плавильня, кілька печей для відпалу монет, кілька карбувальних майстерень та інших допоміжних будівель. До сьогодні вціліла лише одна будівля, у якій працював майстер-карбувальник, збудована в середині XVIII століття. В історичній будівлі збереглося старовинне оздоблення, у певні дні тут проводять екскурсії для туристів.
Цікаву історію має «Німецький кут» (Deutsches Eck) — коса у місці злиття річок Рейн і Мозель. Назва ця походить від Deutsches Orden — середньовічного лицарського ордена хрестоносців. Їхня резиденція була розташована неподалік і частково збереглася. У 1897 році на трикутній ділянці суходолу біля злиття двох річок було споруджено неймовірних розмірів кінну статую кайзера Вільгельма I, великовагову мідну скульптуру на величезному гранітному п'єдесталі  — справжнє втілення німецької манії величі того часу. 1945 року, в останні дні війни, статуя була скинута з п'єдесталу американськими солдатами, і з 1953 року замість вершника там стояла щогла з німецьким прапором, нагадуючи про колишню єдність Німеччини.
У 1815 році Кобленц став столицею Рейнської провінції Пруссії. Тоді ж почалося будівництво нової фортеці Ehrenbreitstein (Еренбрайштайн) — однієї з найбільших оборонних споруд у всій Європі, розташованої на високому березі Рейну, просто навпроти «Німецького кута». Фортеця на цьому стратегічно важливому місці існувала ще з X століття, і під час численних воєн здобула славу неприступної. Її взяли приступом тільки одного разу, 1799 року, та й то голодом після семимісячної облоги. Наново відбудована фортеця епохи класицизму використовувалася за призначенням дуже недовго і втратила актуальність після винаходу далекобійної артилерії. Сьогодні тут розташований міський музей.
Музей Середнього Рейну має велику колекцію старовинних картин, а в Музеї ім. Людвіга зберігається колекція картин сучасних художників.
У місті розташовано Федеральне управління Бундесверу з обладнання, інформаційних технологій і технічної підтримки.

## Міста-побратими
- Невер, Франція (1963)
- Герінгей, Велика Британія (1969)
- Норвіч, Велика Британія (1978)
- Маастрихт, Нідерланди (1981)
- Новара, Італія (1991)
- Остін, США (1992)
- Петах-Тіква, Ізраїль (2000)
- Вараждин, Хорватія (2007)

## Персоналії
- Джозеф Свікард (1866—1940) — актор театру і кіно німецького походження
- Мішель Оклер (1922—1988) — французький актор сербського походження.

## Музична культура
- Hekate — німецький гурт у стилях неофолк та медівал, створений у Кобленці у 1991 році.